# 大野勝彦
大野 勝彦（おおの かつひこ、1944年2月3日 - ）は日本の詩人・画家。熊本県菊池郡菊陽町出身。
1989年、不慮の事故により両手を切断、それより詩人・画家となる。

## プロフィール
- 1944年（昭和19年）2月3日 熊本県菊池郡菊陽町生まれ。高校卒業後、実家の農家（ハウス園芸）を営む。
- 1989年（平成元年）7月22日 農作業中、機械により両手を切断。入院3日目より、“湧き出る生”への想いを詩に託す。さらに2か月目には、その喜びを水墨画に表現
- 1990年（平成2年）2月 熊本県立劇場で詩画の個展を開催
- 1990年（平成2年）7月 1年間書きためた詩を一冊の本【　両手への賛歌　】として自費出版
- 1991年（平成3年）2月 水墨画集「両手への賛歌」出版
- 1991年（平成3年）7月 「両手への賛歌」で第9回熊本現代詩新人賞受賞
- 1991年（平成3年）　　 やまびこ塾開設
- 1992年（平成4年）11月 熊本日日新聞社「豊かさ作文コンクール」グランプリ受賞
- 1993年（平成5年）7月 【　さよならのあとに　】出版
- 1993年（平成5年）12月 障害者芸術祭書画の部金賞受賞
- 1995年（平成7年）10月 詩画集【　風の丘から－ふり向けば母の愛が－】出版
- 1996年（平成8年）9月 講演1,000回記念「ありがとう講演会」を熊本市産業文化会館で開く
- 【　詩画集　カレンダー　】制作（以降、毎年)
- 1997年（平成9年）11月菊陽町に「風の丘　大野勝彦美術館」開設

- 1998年（平成10年）8月 詩画集【　やっぱ いっしょが ええなぁ　】出版
- 「九州あったか絵手紙大賞」九州郵政局長賞受賞
- 1999年（平成11年）6月 クラウンレコードより「ありがとう人生」CDを全国発売
- 2002年（平成14年）7月 詩画集【　そばにいた青い鳥ー失って見えてきたものー　】出版
- 2003年（平成15年）7月 南阿蘇村に「風の丘 阿蘇大野勝彦美術館」開館
- 2004年（平成16年）3月 風の丘 阿蘇大野勝彦美術館にご神木の欅を移植
- 5月 3,000回記念講演会「ありがとうがいつか笑顔になった」を米国ロサンゼルスにて開く
- 風の丘 阿蘇大野勝彦美術館内に「母ちゃんの湯」完成
- 2005年（平成17年）9月 大分県九重町の九州芸術の杜 株式会社内に「風の丘 飯田高原 大野勝彦美術館」を開館
- 2006年（平成18年）4月  詩画集【　夢は叶うもの 思い強ければ　】出版
- CD「阿蘇 風の丘からのメッセージ」（詩の朗読とトーク）発売
- 2007年（平成19年）7月 北海道に「風の丘 美瑛 大野勝彦美術館」開館
- 手記【　よし、かかってこい　】詩画集【　はい、わかりました　】出版
- 2009年（平成21年）10月 詩画集【　泣いて笑ってー大野勝彦の一日一絵一言ー　】
- Ⅰ（１月～６月）・Ⅱ（７月～１２月）二冊同時出版
- 2012年（平成24年）４月【　日めくり　カレンダー　】二冊同時発売
- 2013年（平成25年）3月 詩画集【　逃げるな　】出版
- 2016年（平成28年）4月16日 熊本大地震で風の丘 阿蘇大野勝彦美術館 被災　休館
- 2017年（平成29年）4月14日 風の丘 阿蘇大野勝彦美術館 再オープン！
- 2018年（平成30年）2月 詩画集【　風の丘物語ー上巻下巻DVDセットー　】出版
- 2020年（令和2年）【　日めくり　カレンダー　】出版
- 2023年（令和5年）第1回バラ祭り開催（以降、毎年開催中）
- 2024年（令和6年）7月 詩画集【　勝彦の無手勝流　】【　日めくり　カレンダー　2冊セット】出版
- 現在～　「やまびこ塾」を主宰　各地で個展開催、講演活動　風の丘 阿蘇大野勝彦美術館は本人に逢える、話が聞ける美術館として全力で取り組み中　「もう一度行ってみたい美術館ナンバー１」を目指しています

## 活動
普段の大野は、朝から絵画をスタートするときに両腕に義手をつけ、義手で絵画を行う。
絵画の内容は、地蔵、阿蘇山の自然、動植物など。
大野が主宰する「やまびこ塾」でははがきに絵を書く「はがき絵」の教室を行っている。

## 美術館
※大野勝彦美術館は平成28年熊本地震で壊滅的な被害を受けるも、翌29年4月14日に復興し再オープンしている。